# Vince Morales
Vince Morales (Caldwell, Idaho, 12 de noviembre de 1990) es un artista marcial mixto estadounidense que compite en la división de peso pluma de Ultimate Fighting Championship.

## Carrera en las artes marciales mixtas

### Inicios
Hizo su debut en MMA en el peso pluma contra Joseph Cleveland el 15 de mayo de 2015 en FSF - Front Street Fights 5. Ganó el combate por sumisión en el primer asalto.
Tras su debut en las MMA, luchó principalmente dentro del circuito regional de MMA de Idaho, compitiendo dentro de organizaciones como King of the Cage y Front Street Fights, donde ostentó el título de peso pluma de la organización.

### Bellator MMA
Debutó en Bellator contra Hamilton Ash el 20 de mayo de 2016 en Bellator 155. Ganó el combate por KO en el tercer asalto.
Se enfrentó a Justin Hugo el 21 de septiembre de 2018 en Bellator 205. Ganó el combate por decisión unánime.

### Dana White's Contender Series
Se enfrentó a Domingo Pilarte el 17 de julio de 2018 en el Dana White's Contender Series 13. Perdió el combate por sumisión y no consiguió un contrato con la UFC.

### Ultimate Fighting Championship
Debutó en la UFC contra Song Yadong el 24 de noviembre de 2018 en UFC Fight Night: Blaydes vs. Ngannou 2. Perdió el combate por decisión unánime.
Se enfrentó a Aiemann Zahabi el 4 de mayo de 2019 en UFC Fight Night: Iaquinta vs. Cowboy. Ganó el combate por decisión unánime.
Se enfrentó a Benito Lopez el 13 de julio de 2019 en UFC Fight Night: de Randamie vs. Ladd. Perdió el combate por decisión unánime.
Se enfrentó a Chris Gutiérrez el 30 de mayo de 2020 en UFC on ESPN: Woodley vs. Burns. Perdió el combate por TKO en el segundo asalto. Tres meses después de su derrota ante Gutiérrez, sufrió una rotura del tendón de Aquiles que requirió dos cirugías.
Se enfrentó a Drako Rodriguez en UFC 265 el 7 de agosto de 2021. Ganó el combate por decisión unánime.
Se enfrentó a Louis Smolka el 4 de diciembre de 2021 en UFC on ESPN: Font vs. Aldo. Ganó el combate por KO en el primer asalto.
Se esperaba que se enfrentara a Nathaniel Wood el 19 de marzo de 2022 en UFC Fight Night: Volkov vs. Aspinall. Sin embargo, días antes del evento, se retiró por enfermedad, y la pareja será reprogramada para un futuro evento.
Se enfrentó a Jonathan Martinez el 21 de mayo de 2022 en UFC Fight Night: Holm vs. Vieira. Perdió el combate por decisión unánime.
Se esperaba que se enfrentara a José Johnson el 19 de noviembre de 2022 en UFC Fight Night: Nzechukwu vs. Cuțelaba, pero Johnson se retiró por razones desconocidas, y fue sustituido por Miles Johns. Perdió el combate por decisión unánime.

## Vida personal
Es primo del también luchador de peso gallo de la UFC Ricky Simón.

## Campeonatos y logros
- Front Street Fights
  - Campeonato de Peso Pluma de la FSF (Una vez)[33]

## Récord en artes marciales mixtas
| Resultado | Récord | Oponente           | Método                                         | Evento                                  | Fecha                    | Ronda | Tiempo | Localización           | Notas                                  |
| --------- | ------ | ------------------ | ---------------------------------------------- | --------------------------------------- | ------------------------ | ----- | ------ | ---------------------- | -------------------------------------- |
| Derrota   | 11-7   | Miles Johns        | Decisión (unánime)                             | UFC Fight Night: Nzechukwu vs. Cuțelaba | 19 de noviembre de 2022  | 3     | 5:00   | Las Vegas, Nevada      |                                        |
| Derrota   | 11-6   | Jonathan Martinez  | Decisión (unánime)                             | UFC Fight Night: Holm vs. Vieira        | 21 de mayo de 2022       | 3     | 5:00   | Las Vegas, Nevada      |                                        |
| Victoria  | 11-5   | Louis Smolka       | KO (puñetazos)                                 | UFC on ESPN: Font vs. Aldo              | 4 de diciembre de 2021   | 1     | 2:02   | Las Vegas, Nevada      |                                        |
| Victoria  | 10-5   | Drako Rodriguez    | Decisión (unánime)                             | UFC 265                                 | 7 de agosto de 2021      | 3     | 5:00   | Houston, Texas         |                                        |
| Derrota   | 9-5    | Chris Gutiérrez    | TKO (patadas en las piernas)                   | UFC on ESPN: Woodley vs. Burns          | 30 de mayo de 2020       | 2     | 4:27   | Las Vegas, Nevada      | Regreso al peso pluma.                 |
| Derrota   | 9-4    | Benito Lopez       | Decisión (unánime)                             | UFC Fight Night: de Randamie vs. Ladd   | 13 de julio de 2019      | 3     | 5:00   | Sacramento, California |                                        |
| Victoria  | 9-3    | Aiemann Zahabi     | Decisión (unánime)                             | UFC Fight Night: Iaquinta vs. Cowboy    | 4 de mayo de 2019        | 3     | 5:00   | Ottawa, Ontario        |                                        |
| Derrota   | 8-3    | Song Yadong        | Decisión (unánime)                             | UFC Fight Night: Blaydes vs. Ngannou 2  | 24 de noviembre de 2018  | 3     | 5:00   | Beijing                |                                        |
| Victoria  | 8-2    | Justin Hugo        | Decisión (unánime)                             | Bellator 205                            | 21 de septiembre de 2018 | 3     | 5:00   | Boise, Idaho           |                                        |
| Derrota   | 7-2    | Domingo Pilarte    | Sumisión técnica (estrangulamiento por detrás) | Dana White's Contender Series 13        | 17 de julio de 2018      | 2     | 1:52   | Las Vegas, Nevada      |                                        |
| Victoria  | 7-1    | Brandon Hempleman  | TKO (puñetazos)                                | FSF - Front Street Fights 15            | 19 de enero de 2018      | 2     | 2:38   | Boise, Idaho           | Debut en el peso gallo.                |
| Victoria  | 6-1    | Rowdy Akers        | Sumisión (estrangulamiento del brazo)          | KOTC - Quick Draw                       | 17 de junio de 2017      | 1     | 1:58   | Fort Hall, Idaho       | Combate de peso acordado (140 libras). |
| Victoria  | 5-1    | Andrew Cruz        | KO (puñetazos)                                 | FSF - Front Street Fights 10            | 9 de diciembre de 2016   | 3     | 3:07   | Boise, Idaho           | Ganó el título del peso pluma de FSF   |
| Victoria  | 4-1    | Hamilton Ash       | KO (puñetazos)                                 | Bellator 155                            | 20 de mayo de 2016       | 3     | 2:32   | Boise, Idaho           |                                        |
| Victoria  | 3-1    | Patrick Trey Smith | TKO (puñetazos)                                | FSF - Front Street Fights 8             | 13 de febrero de 2016    | 1     | 4:15   | Boise, Idaho           |                                        |
| Derrota   | 2-1    | Josh Wick          | Sumisión (barra de brazo)                      | FSF - Front Street Fights 6             | 11 de septiembre de 2015 | 2     | 3:26   | Boise, Idaho           |                                        |
| Victoria  | 2-0    | Jeremie Montgomery | TKO (puñetazos)                                | SFL 41 - SFL America 5                  | 11 de julio de 2015      | 1     | 2:28   | Tacoma, Washington     |                                        |
| Victoria  | 1-0    | Joseph Cleveland   | Sumisión (estrangulamiento por detrás)         | FSF - Front Street Fights 5             | 15 de mayo de 2015       | 1     | 1:51   | Boise, Idaho           | Debut de peso pluma.                   |